# فضاپیمای وستوک
وُستوک (به روسی: Восток) به معنای شرق، نام خانواده‌ای از فضاپیماهای مدارگَرد است که در چارچوب برنامه سفر انسان به فضا در شوروی طراحی و ساخته شدند. طراحان این فضاپیما سرگئی کارالیوف و کریم کریموف بودند.
یوری گاگارین، نخستین فضانورد جهان، و والنتینا ترشکووا نخستین زن فضانورد جهان بوسیلهٔ فضاپیماهای وستوک و به ترتیب طی ماموریتهای وستوک-۱ و وستوک-۶ به مدار زمین سفر کردند.